# Клоунови
Клоуновите (Antennariidae) са семейство риби от разред морски дяволи (Lophiiformes).

## Разпространение и местообитание
Тези риби са разпространени в тропическите и субтропически райони на Атлантическия, Тихия и Индийския океан, както и в Червено море. Обитават областите, където водата на повърхността обикновено има температура над 20 °C. Срещат се около Азорските острови, Мадейра и Канарските острови, по крайбрежието на Атлантическия бряг на Съединените щати, на южния бряг на Австралия, по северната част на Нова Зеландия, крайбрежната на Япония, около Дърбан и Южна Африка, както и в Баха Калифорния, Мексико. Най-голямо разнообразие на видове има в Индо-тихоокеанския регион, а с най-висока концентрация около Индонезия.

## Описание
Тялото на клоуновите е леко закръглено и варира от 2,5 до 38 cm на дължина. То е нетипично за риба, покрито с различни придатъци служещи за камуфлаж. Камуфлажът помага при защита от хищници, както и за примамване на плячката.
Много видове могат да променят цвета си, но най-често са ярко оцветени в бяло, жълто, червено, зелено или черно. Оцветяването може да варира в рамките на един вид, което прави различаването между тях много трудно. Някои видове са покрити с други организми като водорасли или хидровидни.

## Хранене
Хранят се с ракообразни, други риби, както и със себеподобни.
В зависимост от камуфлажа си, тези риби обикновено се движат бавно, дебнат плячката, и след това се изстрелват изключително бързо (за около 6 ms). Те плуват рядко, предпочитат да лежат на морското дъно и да чакат плячката сама да се приближи.
Когато потенциалната плячка е забелязана за пръв път, те започват да я следват с очите си. След като се приближи достатъчно до тях, те отварят внезапно челюстите си, които могат да увеличат обема на устната кухина до дванадесет пъти, и притеглят плячката в устата си, заедно с водата около нея. Водата изтича през хрилете, докато плячката се поглъща през хранопровода. Освен че могат да разширяват устите си, клоуновите също така могат да разширят и стомасите си двойно.

## Класификация
Семейство Клоунови
- Подсемейство Antennariinae R.J. Arnold & Pietsch, 2011
  - Род Antennarius Daudin, 1816
  - Род Antennatus L.P. Schultz, 1957
  - Род Fowlerichthys T. Barbour, 1941
  - Род Histrio G. Fischer, 1813
  - Род Nudiantennarius L.P. Schultz, 1957
- Подсемейство Histiophryninae R.J. Arnold & Pietsch, 2011
  - Род Allenichthys Whitley, 1944
  - Род Echinophryne McCulloch & Waite, 1918
  - Род Histiophryne T.N. Gill, 1863
  - Род Kuiterichthys Pietsch, 1984
  - Род Lophiocharon Whitley, 1933
  - Род Phyllophryne Pietsch, 1984
  - Род Porophryne R.J. Arnold, R.G. Harcourt & Pietsch, 2014[6]
  - Род Rhycherus J.D. Ogilby, 1907
  - Род Tathicarpus J.D. Ogilby, 1907